# Giethmen
Giethmen est un hameau situé dans la commune néerlandaise d'Ommen, dans la province d'Overijssel. Le 1er janvier 2008, le village comptait 169 habitants.